# 부석면 (영주시)
부석면(浮石面)은 대한민국 경상북도 영주시의 면이다. 넓이는 91.7km2이고, 인구는 2015년 말 기준으로 3,412명이다. 조선시대에는 순흥군에 속했다.

## 역사
- 고려시대 초 : 흥주군에 예속됨
- 고려 성종 : 순정군에 예속됨
- 고려 현종 : 순안군에 예속됨
- 고려 충목왕 : 순흥부에 예속됨
- 조선 태조 13년 : 순흥도호부에 용암면, 봉양면, 도강면으로 구분
- 조선 세조 3년 : 순흥도호부의 폐지로 영주군과 풍기군에 분할
- 조선 숙종 9년 : 순흥도호부에 환원
- 1914년 4월 1일 : 부군면 통폐합으로 영주군 부석면 설치
- 1980년 4월 1일 : 영주읍의 영주시 승격으로 영풍군 부석면이 됨
- 1995년 1월 1일 : 영주시와 영풍군의 통합으로 영주시 부석면이 됨

## 행정 구역
| 법정리 | 행정리                                               | 비고                  |
| ------ | ---------------------------------------------------- | --------------------- |
| 감곡리 | 감곡1리, 감곡2리                                     |                       |
| 남대리 | 남대리                                               |                       |
| 노곡리 | 노곡1리, 노곡2리                                     |                       |
| 보계리 | 보계1리, 보계2리                                     |                       |
| 북지리 | 북지1리, 북지2리                                     |                       |
| 상석리 | 상석1리, 상석2리                                     |                       |
| 소천리 | 소천1리, 소천2리, 소천3리, 소천4리, 소천5리, 소천6리 | 면행정복지센터 소재지 |
| 용암리 | 용암1리, 용암2리                                     |                       |
| 우곡리 | 우곡리                                               |                       |
| 임곡리 | 임곡1리, 임곡2리                                     |                       |

## 학교
| 학교명                | 소재지                         | 비고        |
| --------------------- | ------------------------------ | ----------- |
| 영주부석초등학교      | 부석면 부석로6번길 5 (소천리)  |             |
| 부석초등학교 상석분교 | 부석면 의상로 1296-21 (상석리) | 2002년 폐교 |
| 부석초등학교 남대분교 | 부석면 영부로 1018 (남대리)    | 2010년 폐교 |
| 부석북부초등학교      | 부석면 영부로 71-5 (임곡리)    | 2001년 폐교 |
| 부석중학교            | 부석면 부석로29번길 3 (소천리) |             |
| 부석고등학교          | 부석면 부석로29번길 3 (소천리) | 2008년 폐교 |